# 전략지리학
전략지리학(Strategic geography)은 국가의 안보와 번영에 영향을 미치는 공간적 영역에 대한 통제 또는 접근과 관련된다. 전략지리학과 관련한 공간 영역은 인간의 필요와 발전에 따라 변화한다. 이 분야는 인문 지리학의 하위 집합이며 그 자체가 지리에 대한 보다 일반적인 연구의 하위 집합이다. 이는 전략지정학과도 관련이 있다.
전략지리학은 국가의 안보와 번영에 영향을 미치는 공간적 영역에 대한 연구를 다루는 과학의 한 분야이다.

## 같이 보기
- 전략지정학